# Schizoprymnus distorquatus
Schizoprymnus distorquatus är en stekelart som beskrevs av Papp 1981. Schizoprymnus distorquatus ingår i släktet Schizoprymnus och familjen bracksteklar. Inga underarter finns listade i Catalogue of Life.